# هانا هیشیکاوا
هانا هیشیکاوا (انگلیسی: Hana Hishikawa؛ زادهٔ ۱۹ مهٔ ۲۰۰۳) صداپیشگی در ژاپن اهل ژاپن است. وی از سال ۲۰۲۰ میلادی تاکنون مشغول فعالیت بوده‌است.